# Milotice (Hodoníni járás)
Milotice település Csehországban, Hodoníni járásban. Milotice Svatobořice-Mistřín, Skoronice, Ratíškovice, Vacenovice és Dubňany településekkel határos. Lakosainak száma 1899 fő (2024. január 1.).

## Népesség
A település lakosságának változását az alábbi diagram mutatja:
| Lakosok száma | 1016 | 1216 | 1463 | 1669 | 1736 | 1853 | 1901 | 1887 | 1771 | 1899 |
|               | 1869 | 1900 | 1921 | 1961 | 1980 | 2011 | 2016 | 2019 | 2021 | 2024 |